# Pampaiola
Les pampaioles són bolets del grup de les pampes, d'identificació complexa. Solen ser de mida mitjana, però en condicions excepcionals poden arribar a 10 cm de diàmetre. A part, poden ser menuts i de cama força aprimada, per la qual cosa podem dubtar i considerar-los cama-secs de melic.
Un detall molt orientatiu és la presència sobre la superfície del barret d’un recobriment pruïnós, com una mena de cera que cobreix fruites (prunes, raïm) o fulles de vegetals d’horta (cols, pèsols). Es tracta d’un recobriment blanquinós que podem retirar amb la polpa dels dits i que amaga el color del barret.
Algunes espècies de pampaioles són força comunes. Cap d’elles és interessant com a comestible. La majoria són tòxiques i similars a bolets comestibles apreciats. Per tant, és interessant que dediquem un cert temps a reconèixer-les.

## Els grups de pampaioles
Segons les característiques de la superfície del barret es consideren dos grups de pampaioles:
- Pampaioles de barret pruïnós:

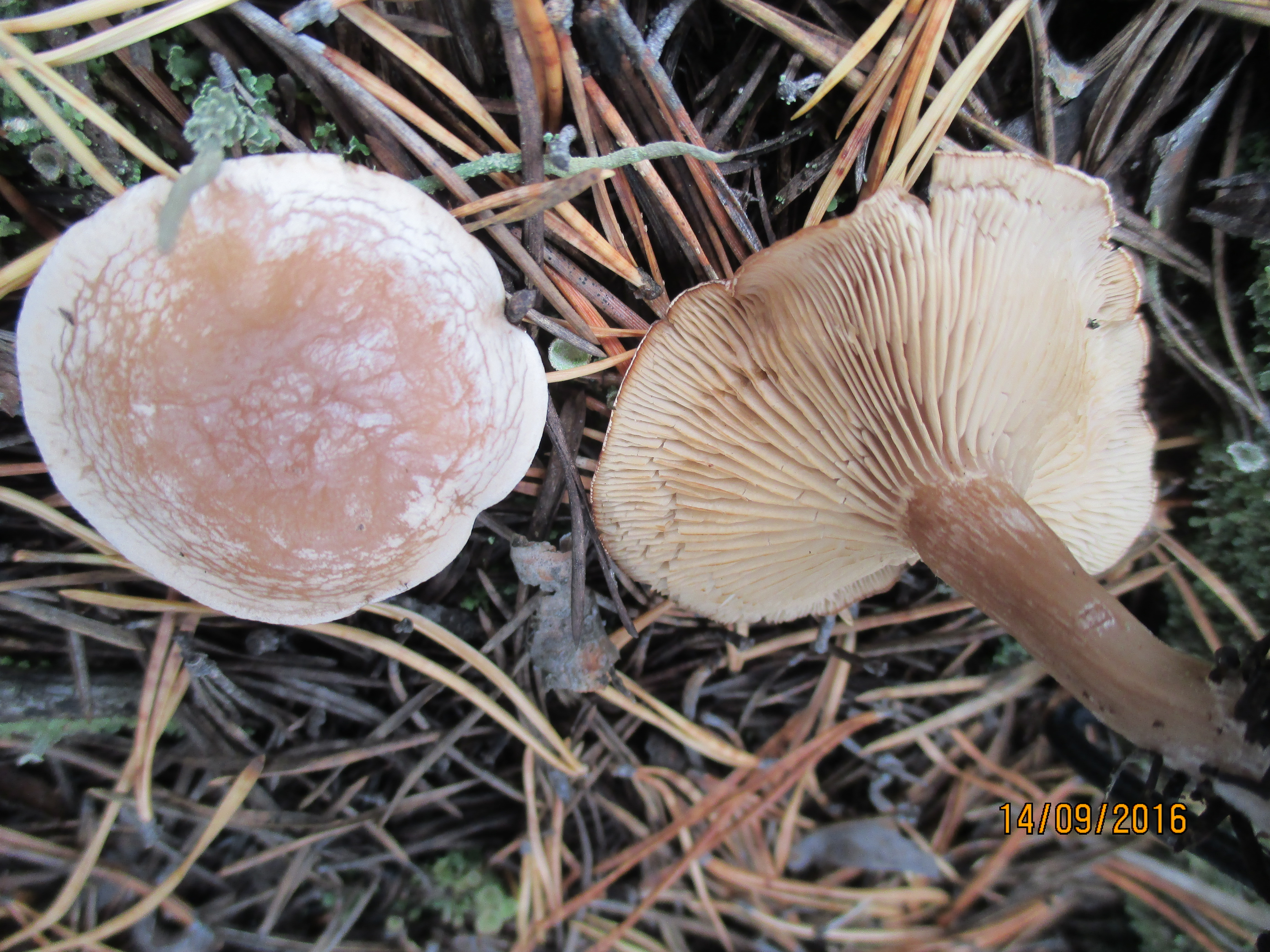
Pampaiola blanca de prat (Clitocybe rivulosa)

  - Clitocybe rivulosa (= C. dealbata), pampaiola blanca de prat o pampaiola de vorada
  - Leucocybe candicans, pampaiola de bosc
  - Singerocybe phaeophthalma, pampaiola de galliner
  - Clitocybe phyllophila, pampaiola de les fulles
  - Atractosporocybe inornata, pampaiola peixenca
- Pampaioles de barret higròfan:
  - Clitocybe fragrans, pampaiola anisada
  - Clitocybe ditopa, pampaiola de farina
  - Spodocybe fontqueri, pampaiola de Font i Quer